# منظمة أخوية
أخوية (من لغة لاتينية: frater «أخ»، "brotherhood")، أو منظمة أخوية (بالإنجليزية: fraternal organisation)‏، هي منظمة مجتمع، أو نادٍ للرجال، ترتبط معا بمعتقدات دينية أو علمانية مختلفة الأهداف. مفهوم الأخوة في الغرب تطورت في سياق المسيحية، ولا سيما مع الأوامر الدينية في الكنيسة الكاثوليكية خلال العصور الوسطى. الفكرة في نهاية المطاف تم توسيعها لتشمل النقابات، وفي العصر الحديث المبكر تم تشكيل «أندية السادة» (بالإنجليزية: gentlemen's clubs)‏، والماسونية، «الزملاء الغرباء» (بالإنجليزية: Odd Fellows)‏، و«اخويات الطلاب» و «منظمات الخدمة الأخوية». الأعضاء يشار إليهم باسم «أخ»، وإذا كانت أخوية تعمل في سياق ديني فعادة مايشار لهم بـ «فراتر» أو الراهب.
اليوم، تختلف دلالات الأخويات وفقًا للسياق بما في ذلك الرفقة والأخوة المكرسة للملاحقات الدينية أو الفكرية أو الأكاديمية أو الجسدية أو الاجتماعية لأعضائها. بالإضافة إلى ذلك، في العصر الحديث، فإنه يشير أحيانًا إلى مجتمع سري خاصة فيما يتعلق بالماسونية والزملاء الفرديين والجمعيات الأكاديمية والطلابية المختلفة .
على الرغم من أن العضوية في الأخويات كانت ولا تزال تقتصر على الرجال، إلا أن هذا ليس هو الحال دائمًا. هناك رتب مختلطة من الذكور والإناث، بالإضافة إلى المجتمعات والطوائف الدينية النسائية بالكامل، يُعرف بعضها باسم الجمعيات النسائية في أمريكا الشمالية. تشمل الأخويات الحديثة البارزة أو الأنظمة الأخوية بعض المحافل الكبرى العاملة بين الماسونيين وزملاء الفرديين.

## التاريخ

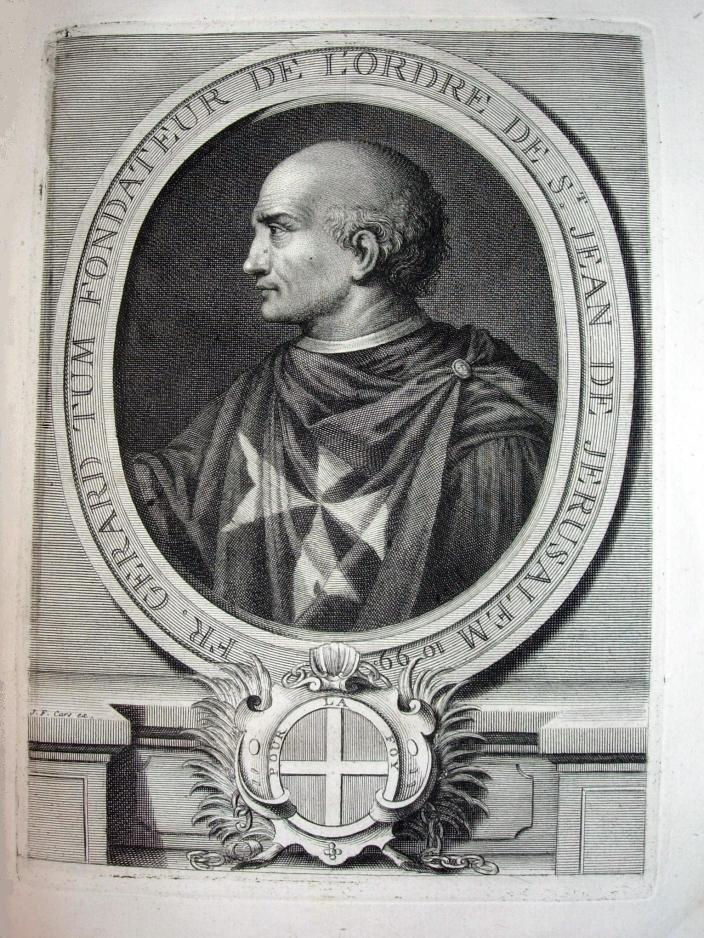
الطوباوي جيرارد ثوم (حوالي 1040-1120) ، أخ غير عادي في الرهبنة البينديكتية ومؤسس رهبانية القديس يوحنا في القدس بعد الحملة الصليبية الأولى عام 1099.

توجد منظمات أخوية معروفة منذ زمن بعيد مثل عبادة بطل العشيرة القديم وعبادات آلهة الديانات اليونانية وفي أسرار روما القديمة الميثرائية.
يمكن إرجاع خلفية عالم الأخويات الحديث إلى الأخويات في العصور الوسطى، والتي تم تشكيلها كمنظمات عامة تابعة للكنيسة الكاثوليكية. كان بعضهم مجموعات من الرجال والنساء الذين كانوا يسعون إلى التحالف بشكل أوثق مع الصلاة ونشاط الكنيسة؛ كان البعض الآخر عبارة عن مجموعات من التجار، والتي يشار إليها بشكل أكثر شيوعًا باسم النقابات. تطورت هذه الأخويات في وقت لاحق إلى مجتمعات أخوية علمانية بحتة، في حين أن تلك التي لها أهداف دينية لا تزال تشكل شكل الرهبنات الثالثة الحديثة التابعة للنظم المتسولة التي تبنت أسلوب حياة من الفقر والسفر والعيش في المناطق الحضرية لأغراض الوعظ والتبشير والخدمة. البعض الآخر اتخذ شكل نُظم عسكرية خلال الحروب الصليبية، والتي وفرت لاحقًا إلهامًا لعناصر قليلة جدًا من الأنظمة الأخوية الحديثة.
كان تطور الأنظمة الأخوية الحديثة ديناميكيًا بشكل خاص في الولايات المتحدة، حيث يُصرح صراحةً في القانون على حرية تكوين التنظيمات الحكومية الخارجية. كانت هناك المئات من المنظمات الأخوية في الولايات المتحدة ، وفي بداية القرن العشرين كان عدد الأعضاء مساويًا لعدد الذكور البالغين. (بسبب العضويات المتعددة ، من المحتمل أن 50٪ فقط من الذكور البالغين ينتمون إلى أي منظمة.) أدى هذا إلى الفترة التي يشار إليها باسم " العصر الذهبي للأخوة ". في عام 1944 صاغ آرثر إم شليزنجر عبارة "أمة النجارين" للإشارة إلى هذه الظاهرة. ألكسيس دي توكفيلكما أشار إلى الاعتماد الأمريكي على المنظمات الخاصة في ثلاثينيات القرن التاسع عشر في الديمقراطية في أمريكا.
هناك العديد من السمات التي قد تمتلكها أو لا تمتلكها الأخويات ، اعتمادًا على هيكلها والغرض منها. يمكن أن يكون للأخويات درجات متفاوتة من السرية ، وبعض أشكال بدء أو احتفال بمناسبة القبول ، وقواعد السلوك الرسمية ، وإجراءات تأديب قواعد اللباس ، ومقادير مختلفة للغاية من الممتلكات والأصول.

## أنواع

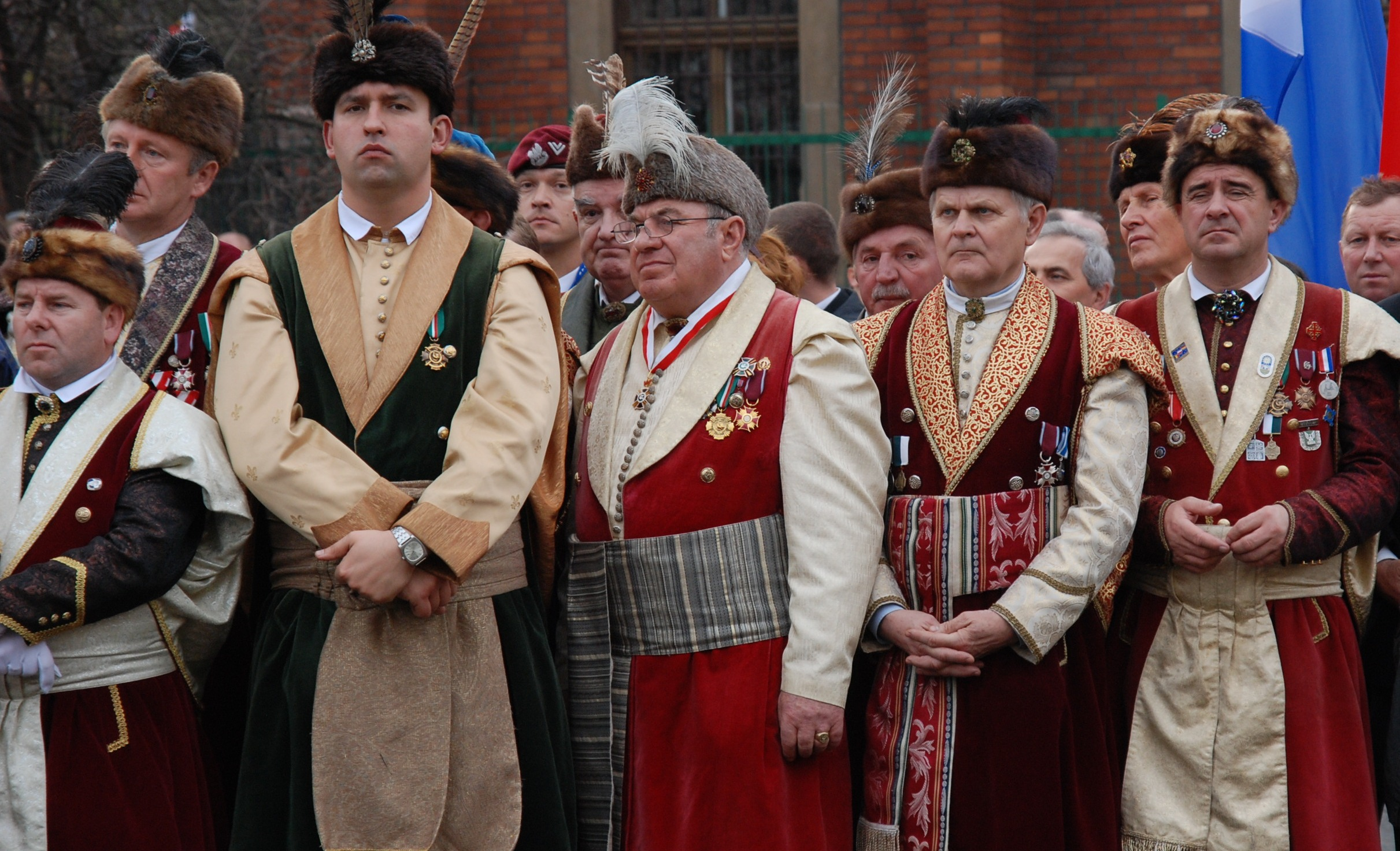
أخوية كور خلال افتتاح نصب جوزيف بيلسدسكي التذكاري في كراكوف ببولندا.

إن التمييز الحقيقي الوحيد بين الأخوة وأي شكل آخر من المنظمات الاجتماعية هو الإيحاء بأن الأعضاء مرتبطين بحرية كأنداد لغرض مفيد للطرفين وليس بسبب رابطة دينية أو حكومية أو تجارية أو عائلية - على الرغم من وجود أخويات مكرسة لكل مجال من مجالات الارتباط هذه.
في الحرم الجامعي ، يمكن تقسيم الأخويات إلى أربع مجموعات مختلفة: الاجتماعية ، والخدمية ، والمهنية ، والفخرية.
يمكن تنظيم الأخويات لعدة أغراض ، بما في ذلك التعليم الجامعي ، ومهارات العمل ، والأخلاق ، والعرق ، والدين ، والسياسة ، والأعمال الخيرية ، والفروسية ، ومعايير أخرى للسلوك الشخصي ، والزهد ، والخدمة ، وفنون الأداء ، والسيطرة العائلية على الأرض ، وحتى الجريمة. هناك دائمًا هدف واضح يتمثل في الدعم المتبادل ، وبينما كانت هناك أنظمة أخوية للأثرياء، كان هناك أيضًا العديد من الأخويات لمن هم في الرتب الدنيا من المجتمع ، وخاصة للأقليات القومية أو الدينية. كما نشأت النقابات العمالية من الأخويات مثل فرسان العمل.
كانت القدرة على التنظيم الحر، بصرف النظر عن مؤسسات الحكومة والدين، جزءًا أساسيًا من تأسيس العالم الحديث. في كتاب "عيش التنوير"، أظهرت مارجريت سي جاكوبس أن تطوير "الفضاء العام" ليورجن هابرماس في هولندا في القرن السابع عشر كان وثيق الصلة بتأسيس محفل الماسونيين.

### النقابات التجارية

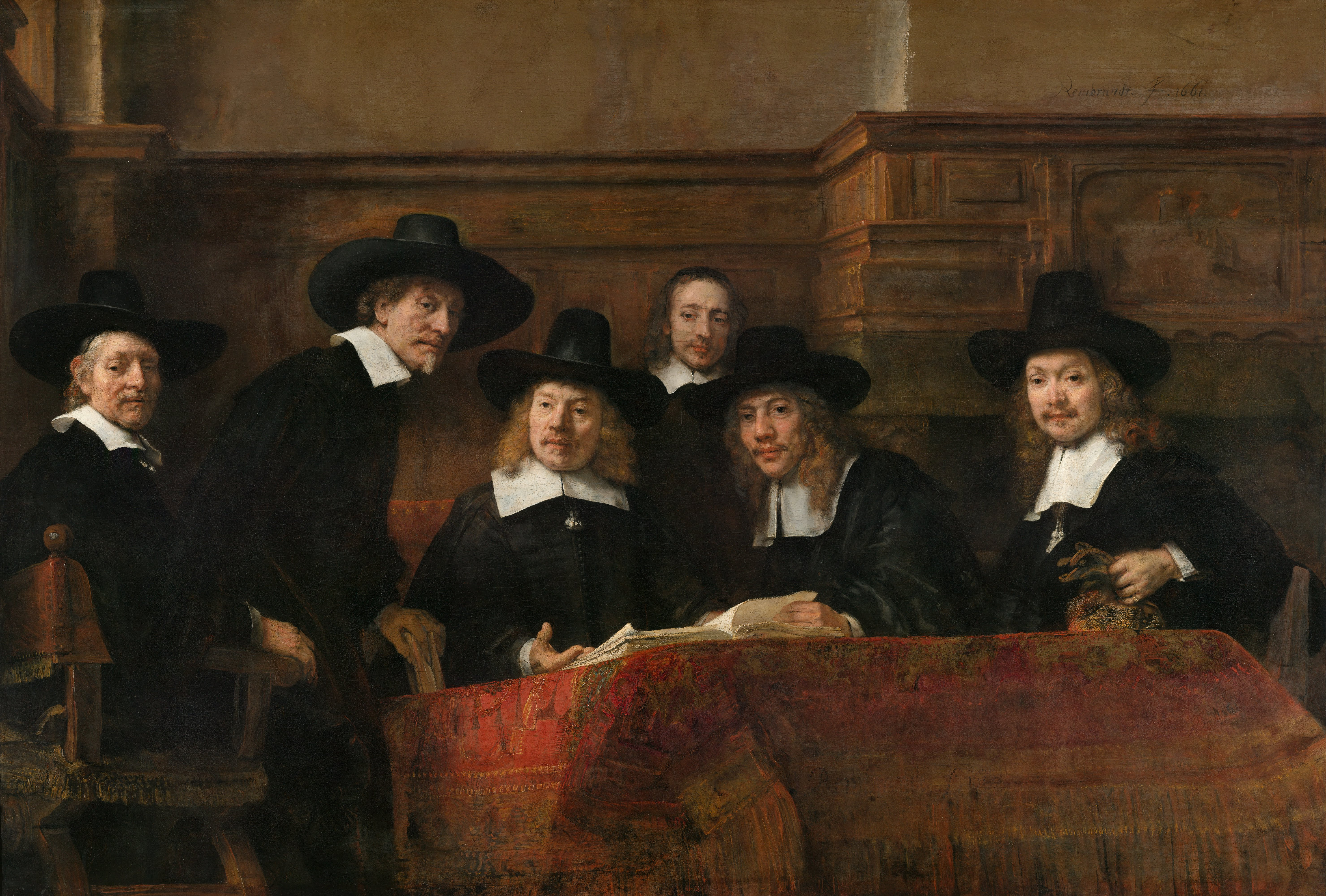
نقابة بواسطة رامبرانت ، 1662.

يمكن تتبع تطور الأخويات في إنجلترا من النقابات التي ظهرت كسابقات النقابات العمالية والمجتمعات الصديقة . تم إنشاء هذه النقابات لحماية أعضائها والعناية بهم في وقت لم تكن فيه دولة رفاهية أو نقابات عمالية أو رعاية صحية شاملة . تم إنشاء العديد من العلامات والمصافحات السرية لتكون بمثابة دليل على عضويتهم مما يسمح لهم بزيارة النقابات في أماكن بعيدة مرتبطة بالنقابة التي ينتمون إليها.
على مدى 300 عام أو نحو ذلك ، قوبلت فكرة انضمام الأشخاص "العاديين" معًا لتحسين أوضاعهم بدرجات متفاوتة من المعارضة (والاضطهاد) من "الأشخاص في السلطة" ، اعتمادًا على ما إذا كانوا يُنظر إليهم على أنهم مصدر الدخل (الضرائب) أو تهديد سلطتهم. عندما انفصل هنري الثامن عن الكنيسة الرومانية الكاثوليكية ، اعتبر النقابات مؤيدين للبابا ، وفي عام 1545 صادرهم. في وقت لاحق ، خصصت إليزابيث الأولى التدريب المهني بعيدًا عن النقابات ، وبحلول نهاية عهدها تم قمع معظم النقابات.
أزال قمع هذه النقابات التجارية شكلاً هامًا من أشكال الدعم الاجتماعي والمالي من الرجال والنساء العاديين.

### أنظمة أخوية

شعار الماسونية.

في القرن الثاني عشر و الثالث عشر يقال انه انتشرت أخوية بناة الكباري و هي أخوية مسيحية اهتمت ببناء الجسور لمساعدة المسافرين و خصوصا الحجاج، و في لندن والمدن الكبرى الأخرى ، نجت بعض النقابات (مثل الماسونيين والزملاء الفرديين) من خلال تكييف أدوارهم مع وظيفة الدعم الاجتماعي. في النهاية ، تطورت هذه المجموعات في أوائل القرن الثامن عشر إلى منظمات فلسفية تركز على الحب الأخوي والحياة الأخلاقية ، مع بعض العناصر المستوحاة من منظمات مثل وسام الفروسية. من بين النقابات التي أصبحت مزدهرة الماسونيون ومنظمة أود فيلوز ومنظمة فورسترز المالية.

### أخويات جامعية وكليات

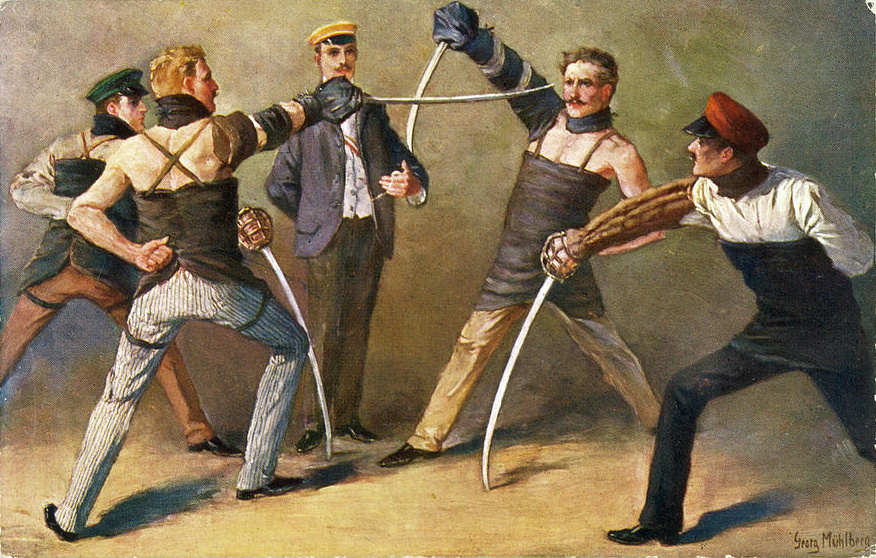
يشتهر "فيلق الطلاب الألماني" بممارسة تقاليدهم في الانخراط في سياج أكاديمي من خلال قواعد تعود إلى 1750م.

يشتهر فيلق الطلاب الألمان بممارسة تقاليدهم في الانخراط في المبارزة الأكاديمية من خلال قواعد تعود إلى خمسينيات القرن الثامن عشر.
للأخويات تاريخ في الكليات والجامعات الأمريكية وتشكل قسمًا فرعيًا رئيسيًا لمجموعة كاملة من الأخويات. في أوروبا ، تم تنظيم الطلاب في الدول والشركات منذ بدايات الجامعة الحديثة في أواخر العصور الوسطى ، ولكن الوضع يمكن أن يختلف اختلافًا كبيرًا حسب الدولة.
في الولايات المتحدة ، يعود تاريخ الأخويات في الكليات إلى سبعينيات القرن الثامن عشر ، لكنها لم تفترض نمطًا ثابتًا حتى عشرينيات القرن التاسع عشر. تأثر الكثيرون بشدة بالأنماط التي وضعتها الماسونية. يتمثل الاختلاف الرئيسي بين المنظمات الأوروبية القديمة والمنظمات الأمريكية في أن المجتمعات الطلابية الأمريكية تتضمن دائمًا المبادرات والاستخدام الرسمي للرمزية والهيكل التنظيمي القائم على النزل (الفصول).
أقدم أخوة جامعية أمريكية اجتماعية نشطة هي جمعية كابا ألفا التي تأسست عام 1825 في كلية الاتحاد . تأسست مجتمع سيجما فاي الأخوي (1827) و أخوية دلتا فاي (1827) في نفس المدرسة وتتألف من يونيون ترياد. تشكلت الأخويات النسائية ، التي يشار إليها الآن بشكل أكثر شيوعًا باسم الجمعيات النسائية ، بداية من عام 1851 مع إنشاء "ألفا ديلتا فاي" كأول أخوية نسائية.
كان التوسع في المدارس الأخرى ، عن طريق الفصول المعتمدة التي تعمل بموجب ميثاق أو أمر ، هو النموذج الذي نمت بموجبه الأخويات الأمريكية على المستوى الوطني وفي كندا. وقد أدى ذلك إلى تشكيل هياكل وطنية للحكم حيث كانت كل أخوية ناشئة في السابق تحت سيطرة الفصل الأول ، الذي غالبًا ما يكون "ألفا". مع نمو الأخويات بشكل أكبر فاقوا قدرة إدارة المتطوعين وبدأوا في توظيف الموظفين ، مما تطلب في النهاية مكتبًا إداريًا. اليوم ، المئات من الأخويات "الوطنية" تمثل حوالي 15000 فرع نشط. لا تزال بعض المجموعات الوطنية صغيرة جدًا ، مع عدد قليل فقط من المجموعات النشطة ، في حين أن المجموعة الأكبر ستدير ما يزيد عن 300 فصل نشط. بدلاً من ذلك ، تظل بعض الأخويات كوحدات "محلية" ، وغالبًا ما تحتفظ بمجتمع أدبيالنموذج الذي كان أكثر انتشارًا في القرن التاسع عشر. تقدم الأخويات مجموعة متنوعة من الخدمات: قد تحتوي الفروع الوطنية والسكان المحليون أو لا تحتوي على مبان ، وفي حين أن العديد منها سكني ، فإن بعضها يحتوي على عقارات عبارة عن قاعات اجتماعات فقط. الأخويات التي توفر مساحات سكنية تعرض مجموعة من الخدمات والأحجام. يمكن تقديم وجبات الطعام أو تقديمها من قبل موظفين بدوام كامل ، ولكن في حالات أخرى ، يقوم الأعضاء بطهي وجباتهم بأنفسهم. عادة ما يتم إجراء الصيانة من قبل الأعضاء ، على الرغم من أن المؤسسة المضيفة في بعض الجامعات تتعامل مع التحسينات الرأسمالية. تميل فصول منظمتنا إلى أن تكون أكبر ، مع نموذج عمل يتضمن مزيدًا من الصيانة والدعم الرسميين. قد تكون العقارات مملوكة بشكل مستقل لشركات الإسكان ، وفي حالة بعض المدارس ، ستوفر هذه العقارات الجزء الأكبر من الخيارات السكنية للطلاب الجامعيين ؛ قد تكون هذه الممتلكات على أرض مستأجرة أو ملكية خاصة. توجد فصول أخرى ، غالبًا ما تكون فصولًا جديدة ، في مساكن الطلبة وتلتقي في قاعات مستأجرة.
تشكلت الأخويات الأمريكية في ثلاث موجات تقريبًا. تعتبر الأخويات "القديمة" تلك التي تشكلت قبل وأثناء الحرب الأهلية الأمريكية ، وكلها كانت شرقية أو جنوبية. تزامنت الموجة التالية مع الفترة التي أعقبت الحرب الأهلية مباشرة حتى عام 1920 ، حيث تم تشكيل المنظمات عادة على غرار الأخويات القديمة. بعد الحرب العالمية الثانية ، كانت أحدث موجة من التشكيلات إلى حد كبير على أسس عرقية أو متعددة الثقافات ، والتي لا تزال مستمرة حتى يومنا هذا. قبل تشكيل NIC و NPC والجمعيات الأخرى ، كانت الفصول الكاملة أو المجموعات المنشقة من الأعضاء تنفصل أحيانًا لتشكيل أخويات جديدة كفرع لمواطن سابق. تم تطوير هذه الجمعيات الوطنية ، جزئيًا ، لمنع هذه الممارسة.
الغالبية العظمى من المؤسسات الجامعية الأمريكية تعترف بالأخويات ، بدءًا من التسامح الحميد إلى الدعم النشط. في كندا ، نادرًا ما تُمنح الأخويات اعترافًا رسميًا ، ولكنها موجودة في مدار الحرم الجامعي كمنظمات مستقلة. تاريخياً ، حظرت بعض الجامعات الأمريكية مشاركة الأخوة ، وهو الموقف الذي تراجعت عنه العديد من الجامعات في مواجهة انتقادات الخريجين أو طلب الطلاب المستمر. على سبيل المثال ، تم حظر الجمعيات النسائية (فقط) في جامعة ستانفورد في عام 1944 بسبب "المنافسة الشديدة" ، ولكن تمت إعادتها استجابةً للمادة IX في عام 1977. كلية كولبي ، وكلية أمهيرست ، وعدد قليل من الجامعات الأخرى هي القيم المتطرفة ، حيث استمر هذا الحظر. كلية ووستراعتمد حظرًا يونانيًا منذ 100 عام ، لكن الأخويات والجمعيات النسائية هناك استمرت كمنظمات محلية. في عام 2017 ، حاولت جامعة هارفارد حظر النوادي أحادية الجنس ، وهي مسألة قوبلت بدعاوى قضائية منفصلة في المحاكم الفيدرالية ومحاكم ماساتشوستس. في كثير من الأحيان ، ستستمر الفصول اليونانية التي تم تعليقها أو حظرها كمنظمات فرعية .
منذ أربعينيات القرن الماضي على الأقل ، تلقت الأخويات في الولايات المتحدة تدقيقًا متزايدًا في الولايات المتحدة من حوادث التنكيل أو العنصرية التي حظيت باهتمام وطني، وفي بعض الجامعات، مثل ولاية فلوريدا، تم حظر المنظمات مؤقتًا بينما تم حظر الإداريين و تتكيف الأخويات الوطنية لحل هذه التحديات المشتركة.
يعتبر فيلق الطلاب الألمان من أقدم الأخويات الأكاديمية في ألمانيا. ثمانية وعشرون تأسست في القرن الثامن عشر ولا يزال اثنان منهم قائمين. معظم تقاليدهم لم تتغير كثيرًا خلال القرنين الماضيين. تشمل هذه التقاليد مبارزات المبارزة الأكاديمية ذات الشفرات الحادة أثناء ارتداء واقي العين والرقبة فقط ، أو أحداث الصيد المنتظمة، كما يمكن رؤيته في أمثلة مثل فيلق هوبرشيا فرايبورغ أو فيلق بالاتيا ميونيخأو فيلق رينانيا هايدلبرغ أو فيلق بافاريا ميونيخ.
في الجامعات السويدية، وخاصة جامعات أوبسالا ولوند ، نظم الطلاب في دول منذ القرن السادس عشر. هذه المنظمات مفتوحة لجميع الطلاب الذين يرغبون في الانضمام. بالتوازي مع الدول ، تستضيف كل من أوبسالا ولوند عددًا كبيرًا من الجمعيات السرية ذات الصلة بالجامعة ، لكل من الطلاب والأكاديميين الأكبر سنًا.
توجد أنظمة أخوية جامعية مزدهرة في بورتوريكو والفلبين .

## وصلات خارجية
- Kake Walk at UVM digital collection, Center for Digital Initiatives, University of Vermont Libraries